# Ralph Mann
Ralph Mann, född den 16 juni 1949 i Long Beach, Kalifornien, död 2 januari 2025, var en amerikansk friidrottare inom häcklöpning.
Han tog OS-silver på 400 meter häck vid friidrottstävlingarna 1972 i München.